# Petrova Lehota
Petrova Lehota (in tedesco Petershau, in ungherese Péterszabadja) è un comune della Slovacchia facente parte del distretto di Trenčín, nella regione omonima.
È citata per la prima volta in un documento storico nel 1332 con il nome di Lyhota Petri. All'epoca, nel villaggio la giustizia veniva amministrata secondo le norme del diritto germanico.